# Bárbara Guimarães
Bárbara dos Santos Guimarães (Lubango, 21 aprile 1973) è una conduttrice televisiva e giornalista portoghese.

## Biografia
Dopo aver vissuto i primi mesi della sua vita a São João da Madeira, Bárbara Guimarães si è trasferita a Lisbona con la famiglia all'età di otto anni. Successivamente ha lasciato gli studi di Relazioni internazionali per diventare giornalista, muovendo i primi passi come reporter della TVI. Si è affermata nel mondo della televisione conducendo talent show per la SIC, come Chuva de Estrelas, Duetos Imprevistos, Mentes Brilhantes e la versione portoghese di Britain's Got Talent.
Dal 2006 al 2016, per undici anni, ha presentato le cerimonie annuali dei Globos de Ouro. Nel 2012 Guimarães è stata giudice della quinta edizione di Ídolos, versione portoghese di Pop Idol, per poi presentare la prima edizione di Factor X. Le è stata inoltre affidata la conduzione della seconda e della terza edizione di Peso Pesado mentre nel marzo 2020 ha presentato 24 Horas de Vida.

## Vita privata
Nel 1997 Bárbara Guimarães ha sposato Pedro Miguel Ramos a Punta Cana; successivamente, è stata sposata con Manuel Maria Carrilho, dal quale ha avuto due figli, Dinis Maria e Carlota Maria, e si è separata nel 2013.